# Diocesi di Mafinga
La diocesi di Mafinga (in latino Dioecesis Mafingensis) è una sede della Chiesa cattolica in Tanzania suffraganea dell'arcidiocesi di Mbeya. Nel 2023 contava 236.299 battezzati su 617.770 abitanti. È retta dal vescovo Vincent Cosmas Mwagala.

## Territorio
La diocesi comprende la parte meridionale della regione di Iringa e parte della regione di Mbeya.
Sede vescovile è la città di Mafinga, dove si trova la cattedrale dell'Assunzione della Beata Vergine Maria.
Il territorio si estende su 11.016 km² ed è suddiviso in 17 parrocchie.

## Storia
La diocesi è stata eretta il 22 dicembre 2023 da papa Francesco con la bolla Peculiari gaudio, ricavandone il territorio dalla diocesi di Iringa.

## Cronotassi dei vescovi
Si omettono i periodi di sede vacante non superiori ai 2 anni o non storicamente accertati.
- Vincent Cosmas Mwagala, dal 22 dicembre 2023

## Statistiche
La diocesi, al momento dell'erezione nel 2023, su una popolazione di 617.770 persone contava 236.299 battezzati, corrispondenti al 38,3% del totale.
| anno | popolazione | popolazione | popolazione | presbiteri | presbiteri | presbiteri | presbiteri                | diaconi | religiosi | religiosi | parrocchie |
| anno | battezzati  | totale      | %           | numero     | secolari   | regolari   | battezzati per presbitero | diaconi | uomini    | donne     | parrocchie |
| ---- | ----------- | ----------- | ----------- | ---------- | ---------- | ---------- | ------------------------- | ------- | --------- | --------- | ---------- |
| 2023 | 236.299     | 617.770     | 38,3        | 41         | 30         | 11         | 5.763                     |         | 16        | 136       | 17         |